# هكسان
الهكسان هو من الهيدروكربونات. كما أن الهكسان ألكان له الصيغة الكيميائية CH3(CH2)4CH3. البادئة «هكس» ترجع إلى وجود 6 ذرات كربون, بينما اللاحقة «ان» تدل على أن الرابطة أحادية بين ذرات الكربون. متزامرات الهكسان غير نشطة, ولذا غالبا ما تستخدم كمذيب خامل في التفاعلات العضوية لأنها غير قطبية. كما أنهم من المركبات الشائعة في الالجازولين.

## وصلات خارجية
- شهادة بيانات أمان المواد – هكسان
- هكسان
- هكسان